# Maria Antônia de San José
María Antonia de San José, nascida María Antonia de Paz y Figueroa e conhecida como Mama Antula (Santiago del Estero, Argentina, c. 1730 – Buenos Aires, 7 de março de 1799), foi uma religiosa católica conhecida por suas atividades de Caridade e como a primeira santa argentina.

## Biografia

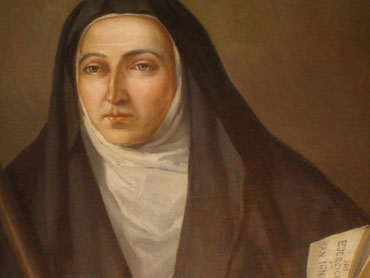
Maria Antônia de San José

Nasceu em uma família rica, mas aos 15 anos decidiu que queria dedicar sua vida a Deus. No entanto, naquela época, todas as congregações religiosas femininas existentes na Argentina eram de enclausuradas, tipo de vida não desejado por ela. Nessas circunstâncias, ela passou a usar uma roupa preta e a viver com outras mulheres numa pequena comunidade, orientada pelo padre jesuíta Gaspar Juarez. Essas mulheres ajudavam a educar as crianças, costuravam, bordavam, cuidavam dos doentes e distribuíam recursos aos necessitados.
Na época, as mulheres que faziam isso eram chamadas de "beatas". Embora seja frequentemente descrita como uma freira, a descrição mais adequada é a de leiga consagrada.
Depois da expulsão dos jesuítas do Império Espanhol, em 1767, María Antonia se destacou por organizar exercícios espirituais na Argentina. Primeiramente em Santiago Del Estero e proximidades, mas depois deslocou-se a pé até Buenos Aires, percorrendo cerca de 1.400 km, onde chegou em setembro de 1779. Durante essa jornada, merece destaque o tempo que esteve em Córdoba. Esteve também durante um período em Montevidéu e Colônia.
Foi a grande incentivadora da construção de uma casa para exercícios espirituais, situada na Avenida Independência, considerado um edifício histórico em Buenos Aires. É considerada a promotora da devoção à São Caetano na Argentina.
Em 1791, foi escrito uma pequena obra sobre seu exemplo de vida, denominada: "El estandarte de la mujer fuerte".
Seus restos mortais estão sepultados na Basílica de la Piedad, em Buenos Aires.

## Canonização
Em 1905, foi encaminhado a Santa Sé, o primeiro pedido para sua canonização. No ano de 2010, o Papa Bento XVI declarou Mama Antula "venerável" e em 2016 foi beatificada pelo Cardeal Angelo Amato.
Sua intercessão foi considerada milagrosa na cura da Irmã Maria Rosa Vanina, da Congregação religiosa das Filhas do Divino Salvador, que se recuperou de colecistite aguda com choque séptico em 1904.
Foi canonizada pelo Papa Francisco em 11 de fevereiro de 2024, na Basílica de São Pedro, tornando-se assim a primeira santa nascida na Argentina.